# 娜芙蒂蒂胸像
娜芙蒂蒂胸像是一尊有3370年歷史，以石灰岩與灰泥雕塑成的彩繪人像。這座雕像所刻的是古埃及法老阿肯那頓的大王后（the Great Royal Wife）娜芙蒂蒂。因為這座雕像的複製品是最廣為流傳的古埃及藝術品之一，娜芙蒂蒂也成為最有名的古代女性之一，同時也是女性美的一種指標。一般认为這尊雕像是在公元前1345年由雕刻家圖特摩斯所雕。
1912年時，一支由德國考古學家路德維希·波爾哈特（Ludwig Borchardt）率領的德國考古隊在位於埃及阿瑪納（Amarna）的圖特摩斯工作室發現了娜芙蒂蒂的半身像。這座雕像在被發現後曾被收藏於德國數個不同的地點，這其中包括位於馬克斯·基瑟巴赫市的鹽礦坑、柏林的達雷姆博物館（Museum Dahlem）、夏洛滕堡（Charlottenburg）的埃及博物館（Ägyptisches Museum）和柏林博物館島上的老博物館。娜芙蒂蒂像目前藏於博物館島上的新博物館（Neues Museum），二次世界大戰之前這座雕像正是在此地展出。
娜芙蒂蒂胸像已成為柏林、德國與古埃及的文化象徵。埃及要求德國歸還胸像亦一直是兩國之間激烈爭論的主題。一個由匈牙利藝術家所籌辦，名為「娜芙蒂蒂之軀青銅像」（The Body of Nerfertiti）的藝術展览，娜芙蒂蒂胸像本身的真偽亦令它捲入爭議之中。

## 歷史

### 娜芙蒂蒂的背景

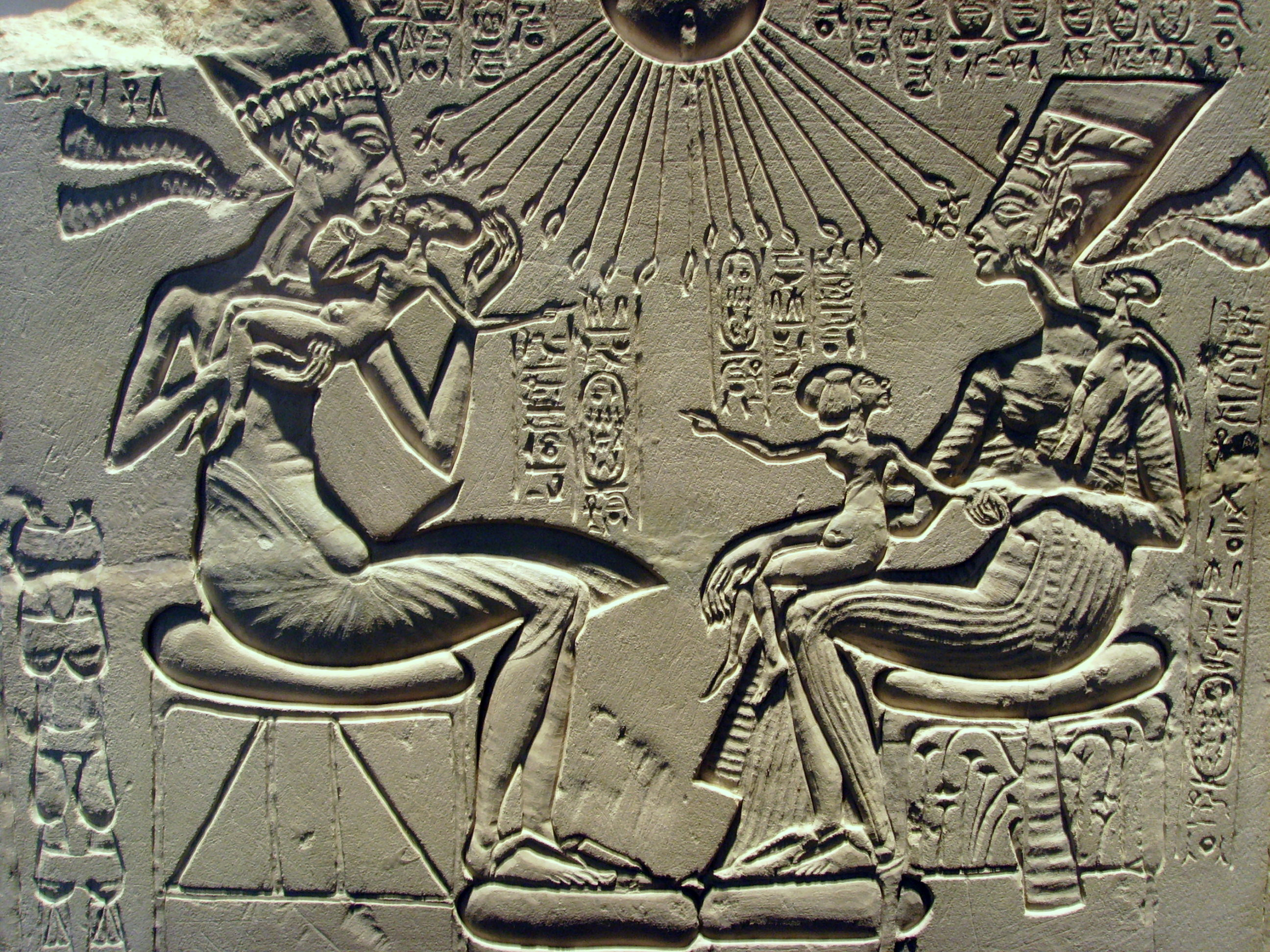
一塊描繪了阿肯那頓、娜芙蒂蒂以及他們的三個女兒的家用祭壇（約公元前1350年）。注意圖中娜芙蒂蒂戴的王冠跟半身像所戴的相似。

娜芙蒂蒂（意即美麗的人來了）是公元前十四世紀（古埃及第十八王朝）法老阿肯那頓的王后。雖然阿肯那頓發起了在古埃及史上極重要的宗教改革：僅崇拜太陽神阿頓的一神信仰運動，但娜芙蒂蒂的生平卻沒有留下多少相關記載。有些理論認為她可能出身於埃及皇室、也有可能是外族的公主，或是當時一個高級政府官員，後來在圖坦卡門過世後成為法老的艾（Ay）的女兒。娜芙蒂蒂在當時也許曾與阿肯那頓（在位期為公元前1352年到1336年）一起治理過埃及。而阿肯納頓與娜芙蒂蒂生下六個女兒，其中一個名叫安卡蘇納蒙（Ankhesenamen）的後來嫁給了娜芙蒂蒂的繼子，圖坦卡門為妻。阿肯納頓在朝的第十二年起便不再有关于娜芙蒂蒂本人的歷史紀錄，不過這究竟代表她是換了個新名字，還是從那時起已不在人世便不得而知。她也有可能在其丈夫過世後憑藉自己的身分繼任為法老，並統治埃及一小段時間。
娜芙蒂蒂的半身像被認為是雕刻家圖特摩斯於公元前1345年所雕。这尊雕像上面并没有娜芙蒂蒂的名字，不过它所佩戴的王冠同娜芙蒂蒂的相同。

### 雕像的發現

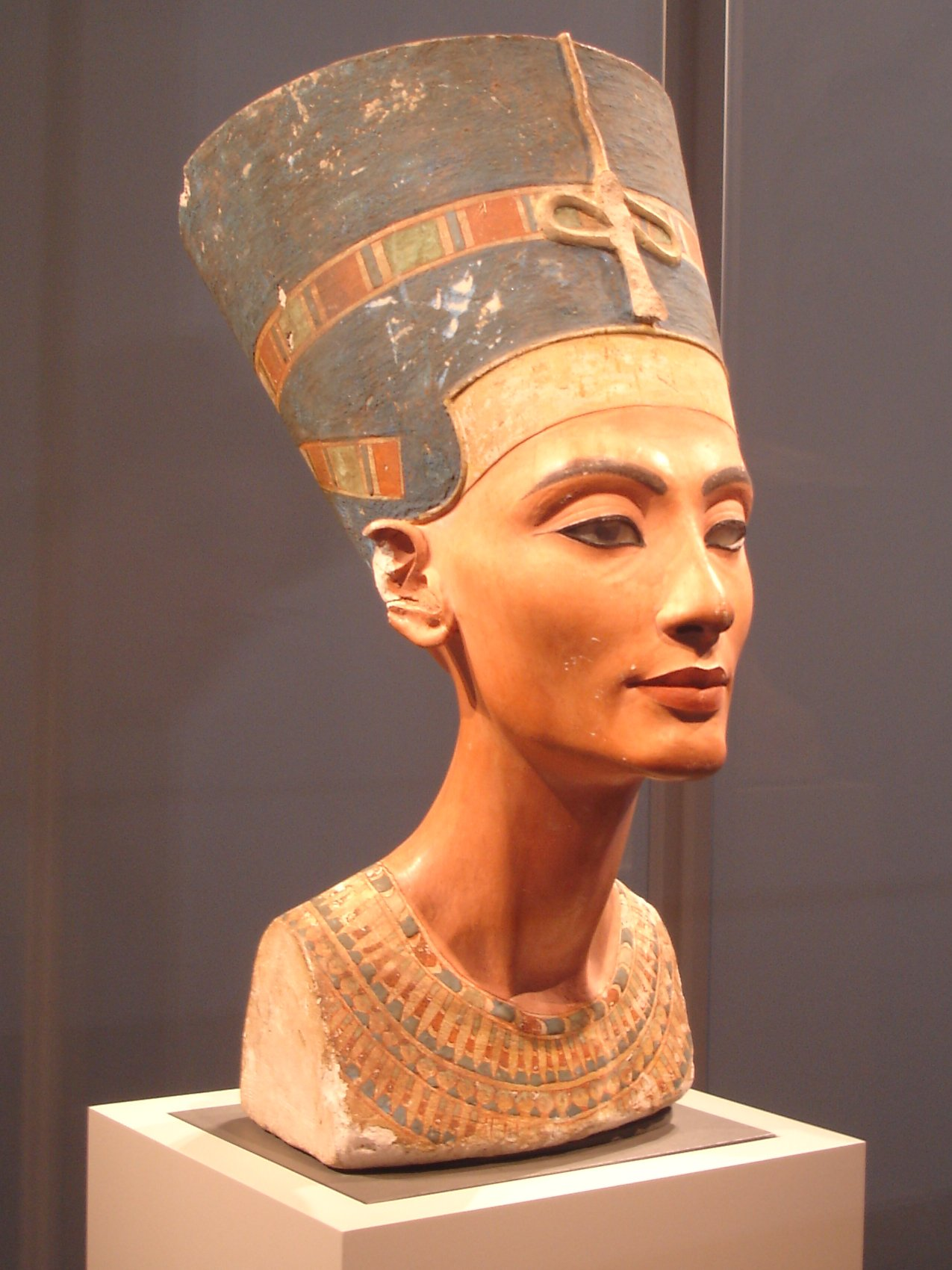
娜芙蒂蒂半身像

1912年12月6日，由考古學家路德維希·波爾哈特所率領的德國東方學會在阿瑪納發現了娜芙蒂蒂像。在圖特摩斯的工作室遺址内发现了這座雕像與其他一些以娜芙蒂蒂為主題的未完成半身。波爾哈特的日記提供了這次發掘的主要文字紀錄，他在日誌中這麼寫道：「最栩栩如生的埃及藝術品就這麼突然出現在我們手裡，你簡直無法用文字形容它。你必須親眼見識這尊雕像。」
德國東方學會檔案處一份標示日期為1924年的文件描述了1913年1月20日時，波爾哈特與埃及一名資深官員會面討論德國與埃及該如何分配1912年的發現成果。根據這份文件的作者，也就是德國東方學會當時在場的秘書的說法，波爾哈特“想要為我們留下娜芙蒂蒂像”。
人们怀疑波爾哈特刻意隱瞞了這座雕像的價值，不過他否認曾經這麼做。
雖說德國考古學家菲利普·范德伯格(Philipp Vandenberg)以“極富冒險精神且無人能出其右”来形容德國的這次大收穫；但美國的時代雜誌卻將其列為十大被掠奪的藝術品之一。波爾哈特對埃及官員出示了一張“未將娜芙蒂蒂像最好的一面呈現出來”的照片；這座雕像在埃及古文物審查首長古斯塔夫·樂菲伯（Gustave Lefebvre）前來檢查時被嚴密地包起，收在一個盒子裡。相關文件揭露，波爾哈特将納菲蒂蒂像说成是石膏製成的，从而誤導了審查員；但德國東方學會把這個事件歸咎於審查員的疏忽，並指出納菲蒂蒂像是物品交換清單上的第一項物品，聲稱這整件交易是公平的。

### 在德國時的收藏地點

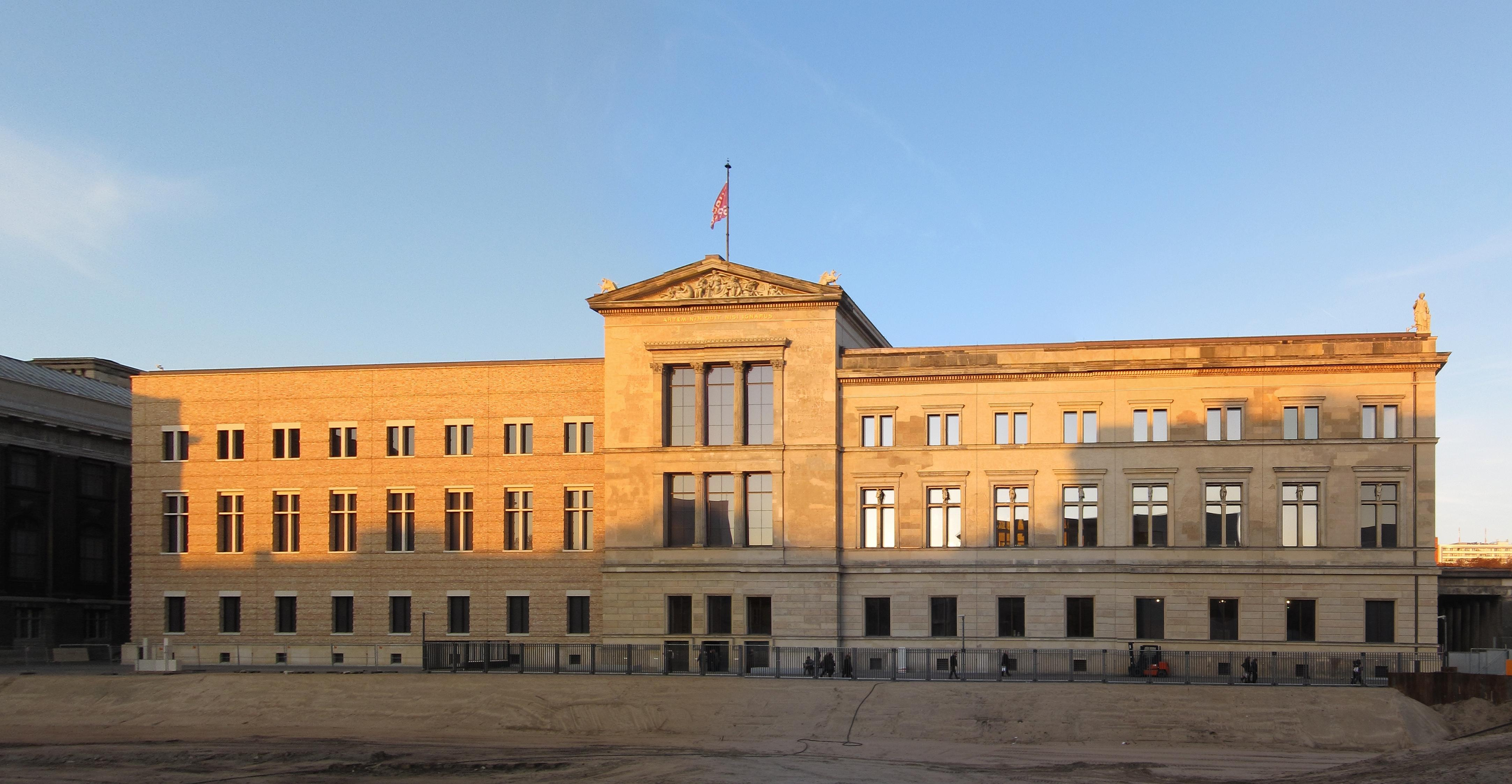
柏林新博物館, 柏林是娜芙蒂蒂像目前的所在之處

納菲蒂蒂像自從1913年被運往柏林，獻給阿瑪納發掘計劃的贊助人，批發商詹姆士·西蒙（Henri James Simon）後便藏於德國。納菲蒂蒂像最初在西蒙家宅展示，1913年西蒙將雕像與其他一些從阿瑪納發現的藝術品於一同出借給柏林博物館。
雖然阿瑪納其餘的藝術品在1913到1914年間进行了公開展出，但在波爾哈特的要求下，娜芙蒂蒂像還是保密。1918年時，柏林博物館考慮過展出雕像，但再次因為波爾哈特的要求而保密。納菲蒂蒂像在1920年時被永久地捐贈給柏林博物館，1923年波爾哈特發表的一篇文章揭露了娜芙蒂蒂像的存在。1924年，納菲蒂蒂像終於在柏林的埃及博物館公開展出。在1939年柏林博物館島的新博物館關閉之前，這座雕像一直在該處展出；而隨著二次世界大戰的爆發，柏林的博物館清空了所有的藝術品，將它们全部運往安全的場所。娜芙蒂蒂像起初被藏在普魯士政府銀行的地窖裡，然後在1941年秋天被移往柏林的一個高射炮塔。新博物館在1943年時遭受到英國皇家空軍的轟炸。1945年3月6日，這座半身像被移到德國圖林根聯邦州的馬克斯·基瑟巴赫（Merkers-Kieselbach）市的鹽礦坑。
1945年3月，美軍發現了這座胸像，並將之轉交給紀念碑、美術和檔案支部（Monuments, Fine Arts and Archives branch）。之後娜芙蒂蒂像被移往位於法蘭克福的德意志帝國銀行，在八月的時候，雕像又被運至位於德國威斯巴登的美國中央收藏據點（U.S. Central Collecting Point），然後在那公開展覽到1946年。1956年時，娜芙蒂蒂像被送回西柏林，並於達雷姆博物館展出。
早在1946年，東德就堅持要將娜芙蒂蒂像送回它戰前的展覽處：位於東柏林的博物館島。1967年，雕像被移到夏洛登堡的埃及博物館，直到2005年時才被移送到老博物館。最後，娜芙蒂蒂像終於在2009年10月，於新博物館重新開幕時再度以該館最受矚目的展品的身份回到了柏林新博物館。

### 埃及方提出的送還雕像的要求
自打德國1924年正式向世界揭露娜芙蒂蒂像的存在開始，埃及官方便從未停止過將雕像送回埃及的要求。為此埃及在1925年的時候威脅若不把娜芙蒂蒂像歸還，便要禁止德國在埃及的所有考古發掘活動。1929年，埃及政府提出了用其他藝術品與德國交換娜芙蒂蒂像的提案，不過被德國拒絕了。而1950年時，埃及試著再次發起協商，但是德國並未對此作出任何回應。雖然德國之前曾經強烈反對歸還雕像，但1933年時納粹的空軍元帥，赫尔曼·戈林曾經考慮過要為了政治上的利益而把雕像送還給當時的埃及國王法魯克一世。不過希特勒反對這項提案，並且還跟埃及政府表示他會為這尊雕像蓋一棟新的埃及博物館，他說：「而就在這座博物館的中央，娜芙蒂蒂這個奇蹟會被送上王座……而我永遠不會出讓這皇后的頭像。」當娜芙蒂蒂像在美國人手中的時候，埃及也向美國提出了交還雕像的要求；不過美國拒絕了，還建議埃及應與德國的新政權進行交涉。1989年，埃及總統穆罕默德·胡斯尼·穆巴拉克在德國參觀了娜芙蒂蒂像的展出，並在柏林宣佈：「這座雕像是埃及最棒的大使。」
埃及文化部分支，古蹟最高委員會（Supreme Council of Antiquities）的書記長─—札希·哈瓦斯博士相信娜芙蒂蒂像的所有權屬於埃及，而既然這座雕像當初是以非法的手段被運出埃及的，那麼便應當被送還給該國政府。哈瓦斯博士主張：早年埃及相關單位對於娜芙蒂蒂像當初是如何被運往德國這件事可能有些误会，所以才沒有提出異議。他要求德國给出娜芙蒂蒂像是被合法運出埃及的證明。另外根據蘇黎世大學的寇特·希爾（Kurt G. Siehr）的看法，娜芙蒂蒂像的所有權之所以屬於埃及還有另一個理由：「考古文物的家在於其文化起源的國度，也應當被保存在那裡。」是否送還雕像的議題在2003年時因為「娜芙蒂蒂之軀」這座雕像又再次興起了波瀾（見本文爭議部分）。哈瓦斯博士於2005年提出，希望聯合國文教組織介入協商以讓德國歸還雕像。
哈瓦斯在2007年時威脅，若德國不願意將娜芙蒂蒂像出借給埃及，那麼便要禁止埃及藝術品在德國的展覽，不過此事不了了之。哈瓦斯也曾經要求世界各國杯葛德國博物館做出的出借展品的要求，以發起他所謂的“科學之戰”。哈瓦斯希望德國至少能夠為了將在2012年於吉薩大金字塔群附近開幕的大埃及博物館（Grand Egyptian Museum）而把雕像借給埃及。同時，一個以德國漢堡為根據地的文化團體─—文化合作（Cultur Cooperation）發起了「娜芙蒂蒂之旅」（Nefertiti Travels）的運動，四處發送了印有娜芙蒂蒂像及「原件歸還」字眼的明信片；該團體並向德國文化部長波恩德‧紐曼（Bernd Neumann）遞交了支持將雕像出借給埃及的公開信。當娜芙蒂蒂在2009年被移回她在柏林新博物館的舊家時，將雕像選擇放在柏林的举动是否合适也曾遭受质疑。
數名德國藝術專家曾經試著反駁哈瓦斯的主張；他們指出德國東方學會那份1924年的文件討論的正是波爾哈特與埃及官員間立下的協定。但正如前文所說，波爾哈特在這整件事裡有蓄意欺騙對方的嫌疑。德國官方則主張娜芙蒂蒂像太過脆弱，並不適合長途運輸；且與歸還雕像相關的法律論證立論薄弱。根據英國泰晤士報的報導，德國可能是在擔心將雕像出借給埃及意味著娜芙蒂蒂像將永遠離開德國。
在2009年12月，柏林埃及博物館主管芙德列克·席菲德（Friederike Seyfried）展示由該館持有的文件，这份文件是有關於娜芙蒂蒂胸像的發現，內容包括一份由德國考古人員與埃及古文物部門（Egyptian Antiquities Service）所簽訂的協議。在這份文書裡，這尊雕像是以某位公主的彩繪石膏像的名義記載；但在波爾哈特的日記裡，他明確地稱之為「娜芙蒂蒂頭像」（the head of Nefertiti）。哈瓦斯指對此發表了以下意見：「這證明了波爾哈特是故意這麼寫，好讓自己國家得到這尊雕像。這些資料證實了埃及的論點——波爾哈特存心欺瞞，違反專業操守。」哈瓦斯的聲明引用了席菲德的說法，認為決定是否將雕像歸還，乃繫於普魯士文化遺產基金會（Prussian Cultural Heritage）和德國文化部長的意向。

## 雕像的描述與檢驗
娜芙蒂蒂像約有47公分高，重約20公斤。整座雕像是由石灰岩為核心，表層則覆上彩繪的灰泥。雕像的臉孔近乎於完全地對稱無瑕，不過左眼卻缺少了右眼所有的鑲嵌物。右眼的瞳孔是一塊由蜂蠟固定并塗有黑色顏料的石英，眼窩則是未經修飾的石灰岩。娜芙蒂蒂戴著一頂現在被稱為「娜芙蒂蒂帽冠」的藍色王冠，冠上飾有一條代表皇權的金色帶子。這條飾帶像條緞帶一樣水平的環繞著王冠，在腦後打結；一條現已毀損的聖蛇（Uraeus）則裝飾在她眉毛上方。脖子上圍著有花朵圖樣的寬領裝飾，雕像的耳朵有些受損。藝術教科書「古今藝術」（Gardner's Art Through the Ages）對娜芙蒂蒂像有著這樣的聯想：圖特摩斯之所以誇張化了纖長如蛇般的頸項長度和戴著王冠的頭部重量，也許是有把這尊優雅的半身像類比為纖細花莖上碩大花朵的意圖。
埃及古物學家大衛席維曼（David P. Silverman）認為娜芙蒂蒂像反映了古典的古埃及藝術風格，與阿肯那頓統治時期出現的那種線條較柔和，也較有律動感的阿瑪納風格不盡相同。這座雕像的實際功用是什麼並不清楚，但有些理論認為它有可能是雕刻家參考用的模型。

### 使用的顏料
路德維希·波爾哈特當年送出了一份對雕像頭部所使用的顏料成分做化學分析的委託，
這份檢驗結果被附在1923年出版的《娜芙蒂蒂王后的肖像》(Portrait of Queen Nofretete)這本書裡：
- 藍色：添加了氧化銅的玻砂
- 膚色(淺紅)：磨得極細的石灰岩與作為染料的氧化鐵
- 黃色：雌黃(三硫化二砷)
- 綠色：加了銅與氧化鐵的玻砂
- 黑色：煤(加了蠟做為接著劑)
- 白色：白堊 (碳酸鈣)

### 消失的左眼
當這座半身像首次被發現時，波爾哈特原以為做為左眼瞳孔的石英在圖特摩斯的工房垮掉時從雕像上掉了下來；不過之後他們在瓦礫中做了一次徹底的搜索，卻依然沒有找到雕像的左眼。這顆失落的眼睛讓人們作出假设：娜芙蒂蒂的眼球可能曾經受到感染，因此失去了一隻眼睛。不過娜芙蒂蒂的其他塑像上健全的雙眼與這個假說相矛盾。
德國埃及古文物學家迪崔克·維爾東（Dietrich Wildung）認為這座目前在柏林的半身像，其實是用來作為娜芙蒂蒂官方肖像的模特兒，同時也被雕刻師傅用來教導他的學徒如何雕出眼睛的內部構造，因此左眼並沒有被放上去。古今藝術和席維曼對此則抱持了類似的看法，同樣地認為這座雕像是刻意被保持在未完工的狀態。哈瓦斯的看法則是圖特摩斯的確製造了左眼，只是左眼之後毀壞了而已。

### 電腦斷層掃描的結果
娜芙蒂蒂像在1992年時首次接受了電腦斷層掃描，該次掃描每五公厘便拍攝一張斷層影像。2006年，當時作為柏林埃及博物館主管的迪崔克·維爾東（Dietrich Wildung）在為當時於老博物館展出的娜芙蒂蒂像調整打光時發現了雕像脖子上的皺紋及眼袋，這代表雕刻家曾試著描繪出娜芙蒂蒂老化的情況。新一次的電腦斷層掃描證實了維爾東的發現：圖特摩斯在雕像的臉頰和眼部加上了石膏，好讓雕像看起來更完美。
2006年那次由柏林的造影科學研究所所長─亞歷山大·胡勃茲（Alexander Huppertz）所領導的電腦斷層掃描，揭露出了雕像內核上那張由雕刻家所雕，滿面皺紋的娜芙蒂蒂。這次的掃描結果被發表在2009年四月份的放射學期刊上（Radiology）。
2006年的掃描顯示圖特摩斯在石灰岩所雕的內核上加上了許多層厚薄不一的灰泥，內部的雕像臉上在唇部與臉頰上有皺紋，鼻子上還有處發腫的痕跡。這些皺紋和鼻子上的腫塊都被最外層的灰泥給撫平了。根據胡勃茲的說法，這加工可能反映了「當代審美觀中的理想容貌」。相較起1992年的結果，2006年的掃描在某些地方，如灰泥下方一到二公厘的細微之處提供了更多的細節。

## 爭議

### 娜芙蒂蒂之軀
柏林的埃及博物館在2003年的時候批准了由安德拉斯·蓋利克（Andras Galik）和貝林特·哈華斯（Balint Havas）組成的匈牙利雙人藝術組合「小華沙」（Little Warsaw）為了完成要在威尼斯雙年展展出的裝置藝術錄影，而將娜芙蒂蒂像擺在一座近乎於全裸的女性青銅像上方的要求。根據這兩位藝術家的說法，這個被稱為“娜芙蒂蒂之軀”是小華沙向娜芙蒂蒂半身像致敬的一個企劃。維爾東認為這個設計呈現了遠古世界與現代藝術間持續的關聯。但是埃及的文化官員認為這是種侮辱，並宣稱這個企劃污衊了該國偉大的歷史象徵之一。因此，埃及頒下禁令，禁止讓維爾東及其妻未來在埃及進行任何考古活動。埃及文化部部長法洛克‧侯斯尼（Farouk Hosny）對此也發表了認為娜芙蒂蒂像並沒有被好好保管的聲明；雖然埃及因為與「兩國間的友好關係」而並未重申歸還雕像的要求，他們還是認為這個舉動讓人無法接受。

### 與雕像真偽有關的各式說法
由瑞士藝術史學家亨利·史提林（Henri Stierlin）所寫的法語書籍《Le Buste de Nefertiti – une Imposture de l'Egyptologie?》（娜芙蒂蒂像——埃及學上的一大詐欺？），而由柏林出身的歷史學家伊卓根·俄西凡（Erdogan Ercivan）所寫的「考古學中的失落環節」（Missing Link in Archaeology)同樣地主張了娜芙蒂蒂像是個由現代人製造出來的贗品這個看法。史提林宣稱波爾哈特可能根本就是為了測試古代顏料才創作出娜芙蒂蒂胸像；所以在當時的普魯士王子約翰·喬治（Johann Georg）大為讚賞雕像時，為了避免冒犯到王子的波爾哈特便將錯就錯地把這座雕像說成了真品。史提林認為，雕像所缺少的左眼在古埃及是會被視為不敬的，而且在據說雕像被發現的1913年到正式發布其存在的1924年間，整整11年沒有任何與娜芙蒂蒂像有關的科學記錄。而且，雖然表層上的顏料的確相當古老，但卻從來沒有鑑定過石灰岩核心的年份。俄西凡提出了波爾哈特的妻子才是雕像模特兒的理論。這兩個作者都認為娜芙蒂蒂像之所以到1924年才面世，正是因為它是個贗品的緣故。其他派說法則認為，現存的娜芙蒂蒂像其實是1930年代時希特勒下令製造的；原件則在二次世界大戰時不知所終。
埃及博物館主管迪特崔克·維爾東（Dietrich Wildung）認為這些說法都只不過是譁眾取寵的手段，因為不管是放射線測試、詳細的電腦斷層掃描，還是用料分析都已經證明了這座雕像是真的。娜芙蒂蒂像上所使用的顏料與其他古埃及藝術家所使用的相吻合；另外，根據美國科學半月刊「科學新聞」(Science News)，2006年那次發現隱藏在灰泥底下的娜芙蒂蒂真實面貌的電腦斷層掃描已經毫無疑問地證明了雕像不是偽造的。
埃及相關單位同樣地駁斥了史提林的假說。哈瓦斯博士這麼說：「史提林並不是一個歷史學家，他根本就語無倫次。」縱使史提林以「古埃及人會水平地雕刻肩膀」這個論點來指出娜芙蒂蒂像有著垂直肩線的矛盾，但哈瓦斯認為這不過是娜芙蒂蒂的丈夫阿肯那頓所引導的新藝術風格所帶來的改變之一。哈瓦斯同時也宣稱雕刻家圖特摩斯其實有雕出左眼，只是這隻眼睛後來被毀掉罷了。

## 文化上的重要性
娜芙蒂蒂半身像目前已經成為古埃及最被廣為欣賞、有著最多複製品的圖像之一，它是用來推銷柏林博物館的明星展品，也同時被視為國際性的美感指標。「這座雕像展現了一個有著纖長頸項、優雅的弓型眉毛、高顴骨、細長鼻子，且紅唇上帶著附有活力的微笑的女性，它讓娜芙蒂蒂成為古代藝術品裡最美麗的女人之一。」娜芙蒂蒂像被描述成古代藝術中最負盛名的藝術品之一，可以同圖坦卡門的面具相提並論。
娜芙蒂蒂半身像已經成為柏林文化的象徵之一，每年有將近五十萬人前往參觀娜芙蒂蒂像的展出。它被這麼形容：「古埃及藝術品中最廣為人知的一件作品，甚至可以說它是所有古藝術品中最出名的一件。」娜芙蒂蒂的臉孔不僅出現在柏林的明信片上，也在1989年的時候登上了德國郵票。
德國媒體在1930年的時候把娜芙蒂蒂像當成了他們新的統治者，將其人格化為女王。做為「德意志普魯士的藝術寶庫這個皇冠上最珍貴的一顆寶石」，娜芙蒂蒂像會重新建立起德意志帝國在1918年滅亡後的國族認同。希特勒這麼形容這座雕像：一個獨特的傑作、一件出色的飾品，一樣真實的寶藏。他還發誓要為這座雕像建一座博物館來收藏它。到了1970年代時，這尊半身像還成了二次大戰後建立的東德與西德國際身分上的爭議點。到了1999年，娜芙蒂蒂像還出現在德國綠黨的競選海報上，以“柏林需要強悍的女性”這個口號來允諾選民一個有著世界主義和多元文化的環境。美國印地安那大學德國研究所的克勞狄亞·布雷格（Claudia Breger）助教授認為，娜芙蒂蒂像之所以會成為德國國族身分的原因在於它有著能與統治過埃及的英國所擁有的圖坦卡門相關文物相抗衡的地位。
這座雕像也因為傑克·皮爾斯（Jack Pierce）在好萊塢電影《科學怪人的新娘》（Bride of Frankenstein）中為女演員艾爾莎·蘭切絲特（Elsa Lanchester）所設計的那個以娜芙蒂蒂像為靈感來源的髮型，而在流行文化有著相當的影響力。

## 外部連結
- Neues Museum Berlin